# アルミランテ・ペレイラ・ダ・シルヴァ級フリゲート
アルミランテ・ペレイラ・ダ・シルヴァ級フリゲート（ポルトガル語: Fragata da classe Almirante Pereira da Silva）は、ポルトガル海軍のフリゲートの艦級。ジェーン海軍年鑑では独立した艦級として扱っているが、アメリカ海軍協会（USNI）などでは固有の艦級名は付与せず、ディーレイ級護衛駆逐艦の一部として扱っている。

## 来歴
ポルトガル海上帝国からの収益は乏しく、その版図に見合う艦隊の建設・維持には困難が伴ったが、第二次世界大戦で中立を保ちつつも連合国を支援していたことで、終戦直後より、アメリカ合衆国からの軍事援助が開始された。また1949年に北大西洋条約機構（NATO）の創設メンバーとなると、1951年には、アメリカ軍に対しアゾレス諸島のラジェス航空基地の使用を認める協定が締結された。
ポルトガル海軍に対しては、まず大戦中に建造された艦艇が引き渡されたのち、1950年代からは、新規建造の計画も推進されるようになった。まずイタリアがベネズエラ海軍向けに建造していたアルミランテ・クレメンテ級の派生型1隻が建造され、1957年に「ペドロ・エスコバル」として竣工した。これに続き、アメリカの相互防衛援助計画（MDAP）のもとで、同国海軍のディーレイ級護衛駆逐艦の準同型艦3隻を国内で建造することになった。これが本級である。

## 設計
上記の経緯から、基本設計はディーレイ級護衛駆逐艦（SCB-72）に準じたものとなっており、主要諸元も同様である。ただしポルトガル海軍の運用要求に基づき、熱帯海域で長期間展開できるように配慮された。
主機はド・ラバル式ギヤード・タービン1基1軸、ボイラーの蒸気性状は、圧力600 psi (42 kgf/cm2)、温度850 °F (454 °C)であった。これらも、いずれもディーレイ級と同様である。燃料搭載量は360トン、電源容量は700キロワットであった。

## 装備
一方、装備面ではある程度の独自色が加えられている。対潜兵器としては、324mm3連装短魚雷発射管は原型艦と同様だが、Mk.108 324mm対潜ロケット砲にかえて、スウェーデン製の4連装375mm対潜ロケット発射機が両舷に1基ずつ設置された。艦砲としては50口径7.6cm連装速射砲（Mk.33 3インチ砲）2基が搭載され、Mk.63 砲射撃指揮装置によって管制した。
メインセンサーとなる捜索レーダーは、原型艦で搭載されたAN/SPS-6と類似した性能・構成のイタリア製のMLA-1Bが搭載された。一方、探信儀としては、「ペレイラ・ダ・シルヴァ」がAN/SQS-30、「ガゴ・コーチニョ」がAN/SQS-31、「マガリャインシュ・コレイア」がAN/SQS-32と、いずれもAN/SQS-4シリーズながらわずかに異なる機種を搭載したが、これは僚艦同士での周波数重複を避けるための措置といわれている。またDUBA-3A攻撃用ソナーおよびAN/SQA-10可変深度ソナーも搭載された。

## 同型艦

### 一覧表
| #     | 艦名                                                                     | 起工       | 就役       | 除籍   |
| ----- | ------------------------------------------------------------------------ | ---------- | ---------- | ------ |
| F 472 | アルミランテ・ペレイラ・ダ・シルヴァ NRP Almirante Pereira da Silva      | 1962年6月  | 1966年12月 | 1989年 |
| F 473 | アルミランテ・ガゴ・コーチニョ NRP Almirante Gago Coutinho               | 1963年12月 | 1967年11月 | 1989年 |
| F 474 | アルミランテ・マガリャインシュ・コレイア NRP Almirante Magalhães Correia | 1963年8月  | 1968年11月 | 1989年 |

### 運用史
1・2番艦はリスボン造船所で、また3番艦はヴィアナ・ド・カステロで建造された。1980年代には近代化改修が検討されたものの、これは断念された。また200海里排他的経済水域の制定に伴い、2隻を哨戒艦に転換することも検討されたものの、結局、1989年頃に順次に退役した。